# Giano (fiume)

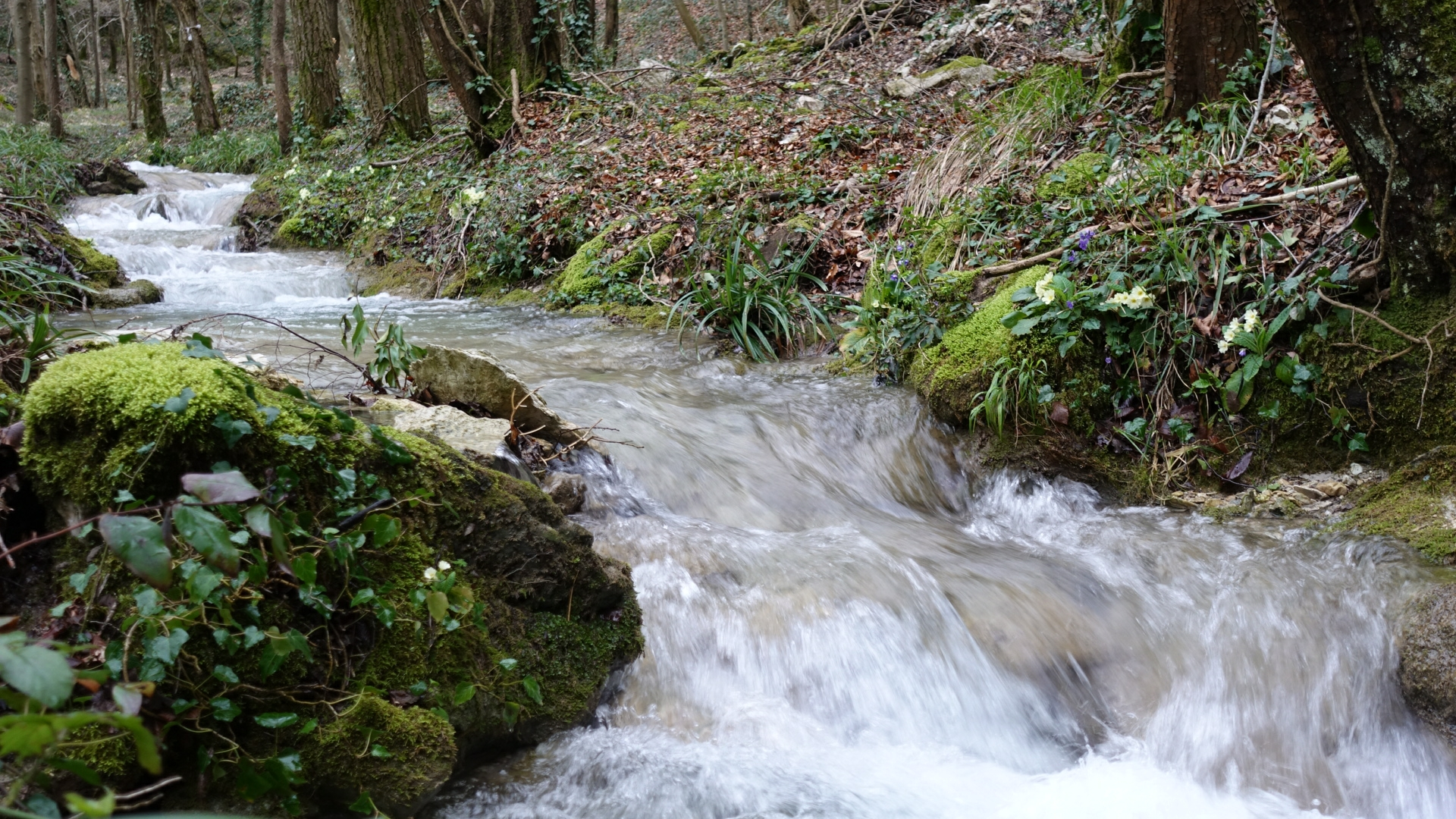
Il corso del Giano appena dopo le sue fonti

Il Giano è un fiume che nasce dalle pendici del monte Maggio (1227 m s.l.m.) nel comune di Fabriano, attraversa il centro abitato della frazione di Cancelli e, più a valle la città di Fabriano. È un affluente di sinistra del fiume Esino nelle cui acque si versa in località Borgo Tufico, sempre nel territorio del comune di Fabriano, per una lunghezza complessiva di 26,8 km. Nel suo percorso riceve 4 affluenti: il fosso di Serradica in località Cancelli; il torrente di Valleremita all'altezza del cimitero di Cancelli, 2 km a valle della frazione; il torrente Rio Bono in località Setteponti, a valle di Fabriano ed il fosso di Argignano presso Campo dell'Olmo all'altezza della cascata in prossimità del ponte Massena sulla strada statale 76.
Fino ad alcuni anni or sono, il fiume nel suo corso urbano era stato coperto con un "guscio" di cemento, fin quando un comitato cittadino ha richiesto il ripristino dello stato naturale alle autorità cittadine, che hanno acconsentito all'istanza. 
Il percorso del fiume Giano è accessibile a partire dalla località Cancelli, offrendo un itinerario immerso nel verde e nell'ombra. Proseguendo lungo il corso del fiume, si attraversano ambienti naturali silenziosi, caratterizzati da una vegetazione rigogliosa e da colori vivaci.